# K9 Killer
K9 Killer, né en 2010 ou 2011 et mort le 5 juin 2020, est un berger belge de type malinois qui a travaillé au Parc national Kruger dans le Special Operations Team luttant contre les braconniers de rhinocéros en Afrique du Sud. Le 6 juin 2016, il reçoit la médaille d'or du PDSA pour ses efforts.

## Biographie
K9 Killer naît en 2010 ou 2011. Son père a des parents qui ont participé à la guerre d'Irak dans les forces armées américaines. Sa mère, issue de deux chiens policiers belges, a été échangée dans le cadre d'un programme conjoint avec l'Afrique du Sud. Son nom est une allusion à K9 Conservation, un organisme qui entraîne des chiens,.
Pour assurer que K9 Killer ne suive que des humains à l'odeur, il a été désensibilisé dès son plus jeune âge à l'odeur des animaux qui vivent dans le Parc national Kruger. C'est seulement après un entraînement de deux ans qu'il est capable de distinguer l'odeur des humains de l'odeur des animaux du parc. Au parc, les chiens sont utilisés pour traquer et appréhender les braconniers. Ce travail exige qu'ils utilisent leur flair pour détecter des armes à feu et des morceaux d'animaux. Lorsque des suspects sont détectés dans le parc, K9 Killer est embarqué à bord d'un hélicoptère et amené près des lieux où les suspects ont été détectés ; il commence alors sa traque.
Dans les années 2010, son travail a mené à l'arrestation de 115 braconniers qui sévissaient dans le parc. 
Le 8 janvier 2016, le People's Dispensary for Sick Animals remet à K9 Killer la médaille d'or du PDSA dans le but de souligner sa lutte contre le braconnage,,,,. Il a participé au documentaire Stroop sur le braconnage des rhinocéros.
À la suite d'une longue maladie, K9 Killer est mort le 5 juin 2020.